# Hakata, Fukuoka
Hakata (博多区 (Bác Đa khu) Hakata-ku) là quận thuộc thành phố Fukuoka, tỉnh Fukuoka, Nhật Bản. Tính đến ngày 1 tháng 10 năm 2020, dân số ước tính của quận là 252.034 người và mật độ dân số là 8.000 người/km2. Tổng diện tích của quận là 31,47 km2.

## Địa lý
Hakata-ku là quận nằm ở rìa phía đông thành phố Fukuoka. Địa hình chủ yếu của quận là đồng bằng ở mức mặt biển trừ sông Mikasa (御笠川, Mikasagawa). Đầu Tây Bắc của quận hướng về Vịnh Hakata, bao gồm cả tuyến tàu du lịch quốc tế và phà ở Cảng Hakata (博多港 Hakata-kō). Vùng Đông Bắc Hakata có địa hình hơi cao và có tên là Higashihirao (東平尾). Nakasu (中洲) là khu vực giải trí và ẩm thực chính nằm dọc theo sông Naka (那珂川 Nakagawa).